# Draško Vilfan
Draško Vilfan, slovenski zdravnik ginekolog in plavalec, * 4. februar 1914, Trst, † 7. maj 1996.

## Življenje in delo
Ljudsko šolo je v letih 1920−1924 obiskoval v Kranju, gimnazijo pa v Kranju in Ljubljani, kjer je leta 1932 tudi maturiral. Po končani gimnaziji je študiral medicino na Dunaju in tam 10. februarja 1939 diplomiral. Iz ginekologije in porodništva se je v letih 1940−1944 specializiral v Beogradu. V letih 1944-1945 se je pridružil narodnoosvobodilni borbi. Aprila 1946 se je zaposlil v Ljubljani in septembra istega leta opravil specialistični izpit. Leta 1947 je postal asistent, 1956 docent, 1972 izredni in 1977 redni profesor na Medicinski fakulteti v Ljubljani. Leta 1971 je zagovarjal doktorsko delo Objektivizacija in kvantifikacija zdravstvenega dela. Od leta 1973 do 1980, ko se je upokojil, je bil tudi direktor klinike za ginekologijo in porodništvo v Ljubljani. Po nekaterih podatkih je bil 1989 imenovan za zaslužnega profesorja Univerze vLjubljani. 
Vilfan je za Kraljevino Jugoslavijo nastopil na Poletnih olimpijskih igrah 1936 v Berlinu.
V plavanju 100 metrov prosto je v polfinalu osvojil peto mesto. Nastopil je še v disciplini 200 metrov hrbtno, kjer se ni uvrstil v zaključne boje in je v svoji skupini osvojil četrto mesto. Poleg tega je bil tudi član štafete 4 x 200 metrov prosto, ki je v polfinalu osvojila 6. mesto.